# Joseph Somers
Joseph Somers (* 29. Mai 1917 in Wommelgem; † 25. Mai 1966 in Antwerpen) war ein belgischer Radrennfahrer.

## Sportliche Laufbahn
Somers war im Straßenradsport und im Querfeldeinrennen (heutige Bezeichnung Cyclosport) aktiv. 1936 wurde er Unabhängiger und 1939 Berufsfahrer. Er blieb bis 1950 als Radprofi aktiv. Einen ersten Erfolg hatte Somers 1936 mit einem Etappensieg in der Tour de l’Ouest. Bordeaux–Paris gewann er 1937 vor Louis Thiétard und 1947 vor Albert Dubuisson. Dazu kam 1937 ein Tageserfolg in der Belgien-Rundfahrt. 1938 gewann er erneut eine Etappe und 1939 holte er den Sieg in diesem Etappenrennen mit drei Tageserfolgen. In der Tour de Suisse war er auf zwei Etappen erfolgreich, in der Luxemburg-Rundfahrt einmal. Das Eintagesrennen Trois villes sœurs gewann er 1941, den Grand Prix des Nations 1942, den Grand Prix de Wallonie 1943, die Trois Jours de Flandre-Occidentale 1946.
Zweiter wurde Somers 1936 bei Gent–Wevelgem hinter Robert Van Eenaeme, im Critérium des As 1943 hinter Raoul Lesueur, im Circuit de Belgique 1944, bei Bordeaux–Paris 1946 hinter Émile Masson junior. Dritte Plätze holte er in der Meisterschaft der Unabhängigen 1936, bei Paris–Rennes 1937, in der nationalen Meisterschaft im Querfeldeinrennen 1943 und bei Bordeaux–Paris 1950.